# Arteria appendicularis
Die Arteria appendicularis ist eine Schlagader, die den Wurmfortsatz (Appendix vermiformis) mit Blut versorgt.

## Ursprung und Verlauf
Die Arteria appendicularis entspringt in Höhe der Ileozökalklappe entweder direkt oder aus einem Ast (Ramus ilealis oder Arteria caecalis posterior) der Arteria ileocolica, steigt hinter dem terminalen Ileum ab und mündet in das Mesenteriolum (Mesoappendix), ein eigenes Gekröse des Wumfortsatzes. Von der Arteria appendicularis zweigen mehrere Seitenäste ab, welche die Wand des Wurmfortsatzes mit Blut versorgen.